# Luise Kummer
Luise Kummer (29 de junio de 1993) es una deportista alemana que compite en biatlón. Ganó dos medallas en el Campeonato Europeo de Biatlón de 2016, oro en la prueba de salida en grupo y plata en el relevo de velocidad mixto.

## Palmarés internacional
| Campeonato Europeo | Campeonato Europeo | Campeonato Europeo | Campeonato Europeo  |
| Año                | Lugar              | Medalla            | Prueba              |
| ------------------ | ------------------ | ------------------ | ------------------- |
| 2016               | Tiumén (Rusia)     | Medalla de oro     | Salida en grupo     |
| 2016               | Tiumén (Rusia)     | Medalla de plata   | Relevo de velocidad |